# Armani Ginza Tower
La Armani Ginza Tower, también conocida simplemente como Ginza Tower, es un edificio ubicado en Tokio, en el famoso barrio de Ginza, diseñado por Massimiliano Fuksas y construido por Arup propiedad de Armani. En él se alojan tiendas de la firma y un restaurante. Fue inaugurado el 7 de noviembre de 2007 y cuenta con 57 metros de altura, cuenta con 12 pisos en una superficie construida de 7370 m².